# Zaleśno
Zaleśno (Zaleśne, Zalesie, Zalewno) – jezioro w Polsce położone w województwie warmińsko-mazurskim, w powiecie szczycieńskim, w gminie Dźwierzuty. W 1955 roku jego powierzchnia wynosiła 11,7 ha, w 1991 – 4,2 ha, a w 2003 – 6 ha.
Jest hydrologicznie otwarte, poprzez cieki:
- na północy wypływa z niego strumyk do jeziora Miętkie
- na południu wpływa do niego strumyk z jeziora Bobrek (podobnie mały zbiornik)

Jest to małe jezioro, niezaznaczone na niektórych mapach. Ma podmokłe brzegi i w większości jest otoczone lasem. Znajduje się ok. 2,8 km na północ od północnego krańca jeziora Marksoby. Dojazd trudny, najlepiej jechać od Szczytna w stronę Mrągowa drogą krajową nr 58, następnie ok. 3,5 km za Marksewem skręcić w lewo (pierwsza droga utwardzona od Marksewa), potem ponownie w pierwszą utwardzoną drogę w lewo i po przejechaniu 1 km jezioro będzie usytuowane w odległości ok. 1 km po prawej stronie szosy, za jeziorem Bobrek. Jezioro jest usytuowane na południowo-wschodnim krańcu gminy Dźwierzuty, przy granicy z gminą Świętajno i Szczytno.